# Kjetil Trædal Thorsen
Kjetil Trædal Thorsen es un arquitecto noruego. En 1987 cofundó el estudio de arquitectura Snøhetta. 

## Historia
Kjetil Trædal Thorsen nació el 14 de junio de 1958 en la isla costera noruega de Karmøy. Tras varios años en Alemania e Inglaterra, estudió arquitectura en Graz (Austria).Ejerció en el estudio de Espen Tharaldsen (Arbeidsgruppen Hus) en Bergen (1982-1983), Ralph Erskine en Estocolmo (1983-1984) y David Sandved en Haugesund (1985).En 1987 creó un estudio de arquitectura en Oslo con un grupo de jóvenes arquitectos. Lo llamaron Snøhetta, por la montaña más alta del Parque Nacional de Dovrefjell.

## Diseños
Thorsen dirigió varios concursos de diseño de edificios públicos premiados en todo el mundo. Dirigió los equipos de Snøhetta que diseñaron el museo construido para los Juegos Olímpicos de Invierno en Lillehammer, Noruega,el pabellón temporal de la Serpentine Gallery de Londres de 2007 diseñado con Olafur Eliasson, la nueva biblioteca Bibliotheca Alexandrina en Alejandría, Egipto,  y la nueva Ópera de Oslo en Oslo, Noruega .  Fue uno de los fundadores de la principal galería de arquitectura de Noruega, Galleri Rom, en 1986.

## Asociaciones
Thorsen es miembro de la Asociación Noruega de Arquitectura (NAL) y ha formado parte de su comité de concursos de diseño. Ha sido miembro del jurado de varios concursos de diseño en Europa.
Desde 2004, Kjetil Trædal Thorsen es profesor en el Instituto de Estudios Experimentales de Arquitectura de la Universidad de Innsbruck . 

## Condecoraciones y títulos honoríficos
- 2008 Comandante de la Real Orden Noruega de San Olav [6]
- Premio Mundial 2010 de Arquitectura Sostenible [7]
- 2011 Doctor honoris causa (dr.hc) de la Universidad Noruega de Ciencia y Tecnología (NTNU) [8]
- 2013 Medalla Príncipe Eugenio de arquitectura